# Isodictya toxophila
Isodictya toxophila är en svampdjursart som beskrevs av Burton 1932. Isodictya toxophila ingår i släktet Isodictya och familjen Isodictyidae. Inga underarter finns listade i Catalogue of Life.